# シシリ＝メジデイェキョイ駅
シシリ＝メジデイェキョイ駅（トルコ語: Şişli - Mecidiyeköy İstasyonu）またはメジデイェキョイ駅（トルコ語: Mecidiyeköy İstasyonu）はトルコのイスタンブールシシリ区にある、イスタンブール地下鉄とİETT（メトロビュス）の駅。
イスタンブール地下鉄のM2号線とM7号線、İETTのメトロビュスが乗り入れる交通の要衝である。
駅名がM2号線がシシリ＝メジデイェキョイ駅、M7号線とメトロビュスがメジデイェキョイ駅と別々となっている。

## 歴史
- 2000年9月16日 - 地下鉄M2号線の駅が開業[1]。
- 2008年9月8日 - メトロビュスの駅が開業。
- 2019年8月30日 - M2号線の深夜運転開始。しかし後にトルコでの新型コロナウイルス流行により休止となる。
- 2020年10月28日 - M7号線の駅が開業[2]。
- 2021年
  - 4月7日 - M7号線構内のトラス部分の地下水圧により鉄筋コンクリートに亀裂や膨れが発生したため、M7号線の駅を一時閉鎖[3][4]。駅が閉鎖されている間、ヌルテペ駅（トルコ語版）とメジデイェキョイ駅の間で無料の連絡バスが運行された[5]。
  - 12月20日 - M7号線の駅の運用を再開[6]。
- 2022年
  - 5月6日 - M2号線の深夜運転再開。土曜と日曜のみの0時30分から5時30分の間、30分おきの発着で、料金は通常の2倍[7]。この運行時間は「タクスィム・ゲジ公園出入口」以外の出入り口は解放される[8]。
- 7月15日 - M7号線の深夜運転再開。運行頻度・料金2倍はM2号線と同じ。

## 駅構造

### イスタンブール地下鉄
地下駅。駅施設はブユクデレ通りの地下に位置する。プラットホームはM2号線・M7号線ともに島式ホーム1面2線を有しており、M7号線のみホームドアを設置する。
出口は6箇所設けられており、メトロビュスへの乗り換えは500mほど離れているが地下道にて連絡している。

#### のりば

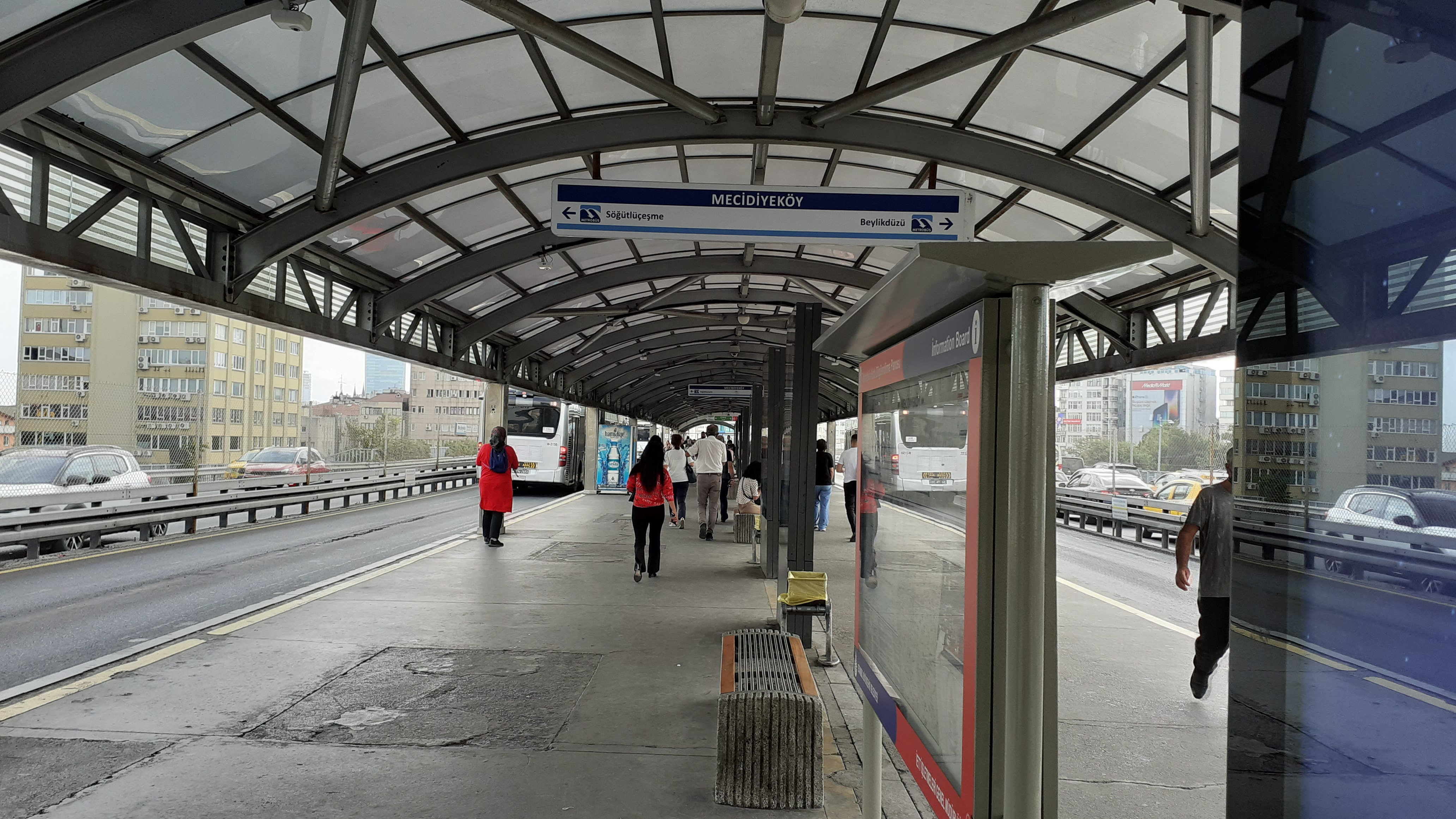
プラットホーム

| ガイレッテペ ↑ \| ⇌ ２ １ ⇌ \| ↓ オスマンベイ |      |        |                                    |
| 1                                             | 北行 | M2号線 | レヴェント・ハジュオズマン方面     |
| 2                                             | 南行 | M2号線 | タクスィム・イェニカプ方面         |
| チャーラヤン↓↑ \| ⇌ 1 2 ⇌ \| ↓↑ フルヤ        |      |        |                                    |
| １                                            | 東行 | M7号線 | ユルドゥズ方面                     |
| 2                                             | 西行 | M7号線 | アリベイキョイ・マフムットベイ方面 |

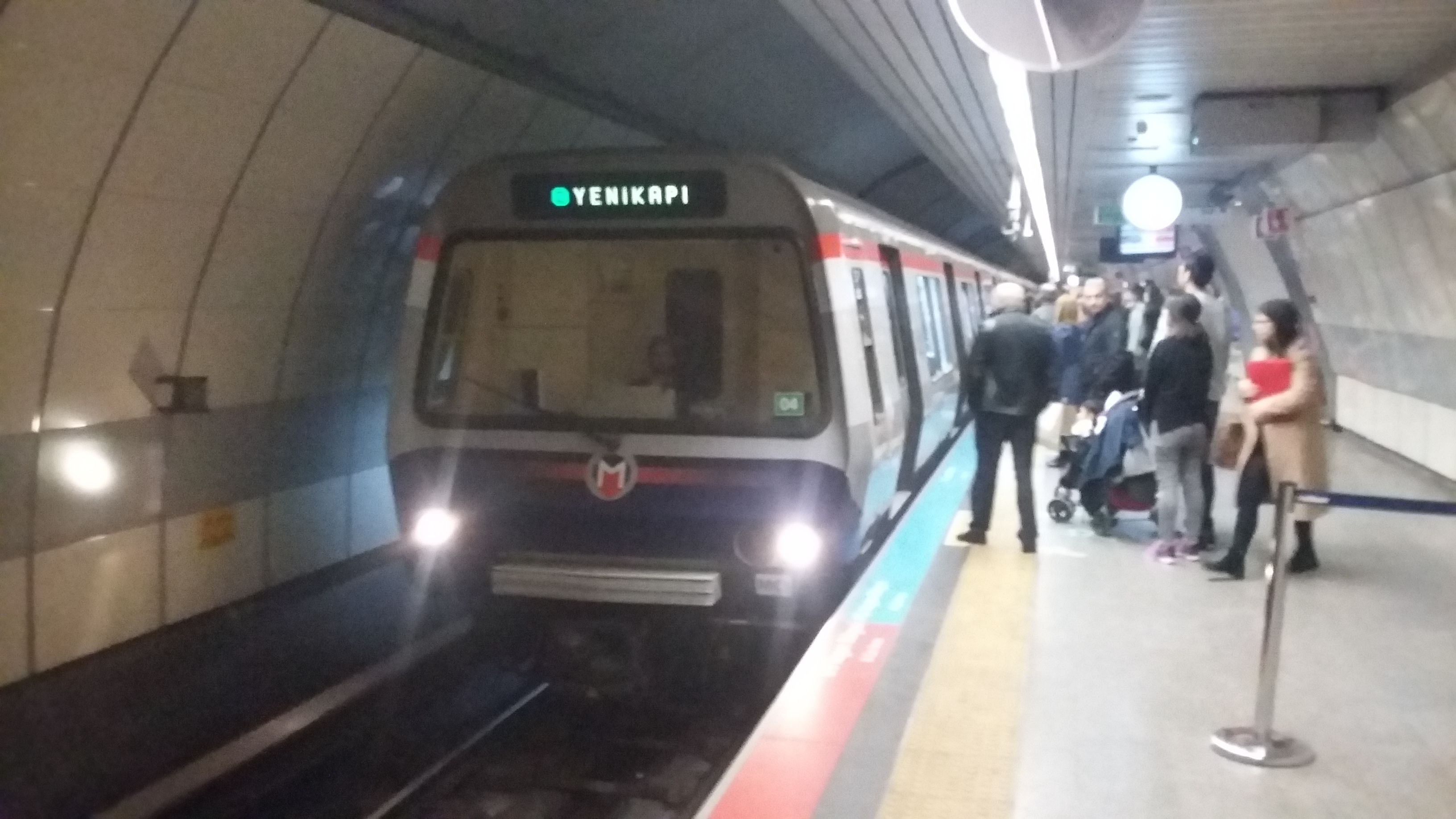
M2号線ホーム
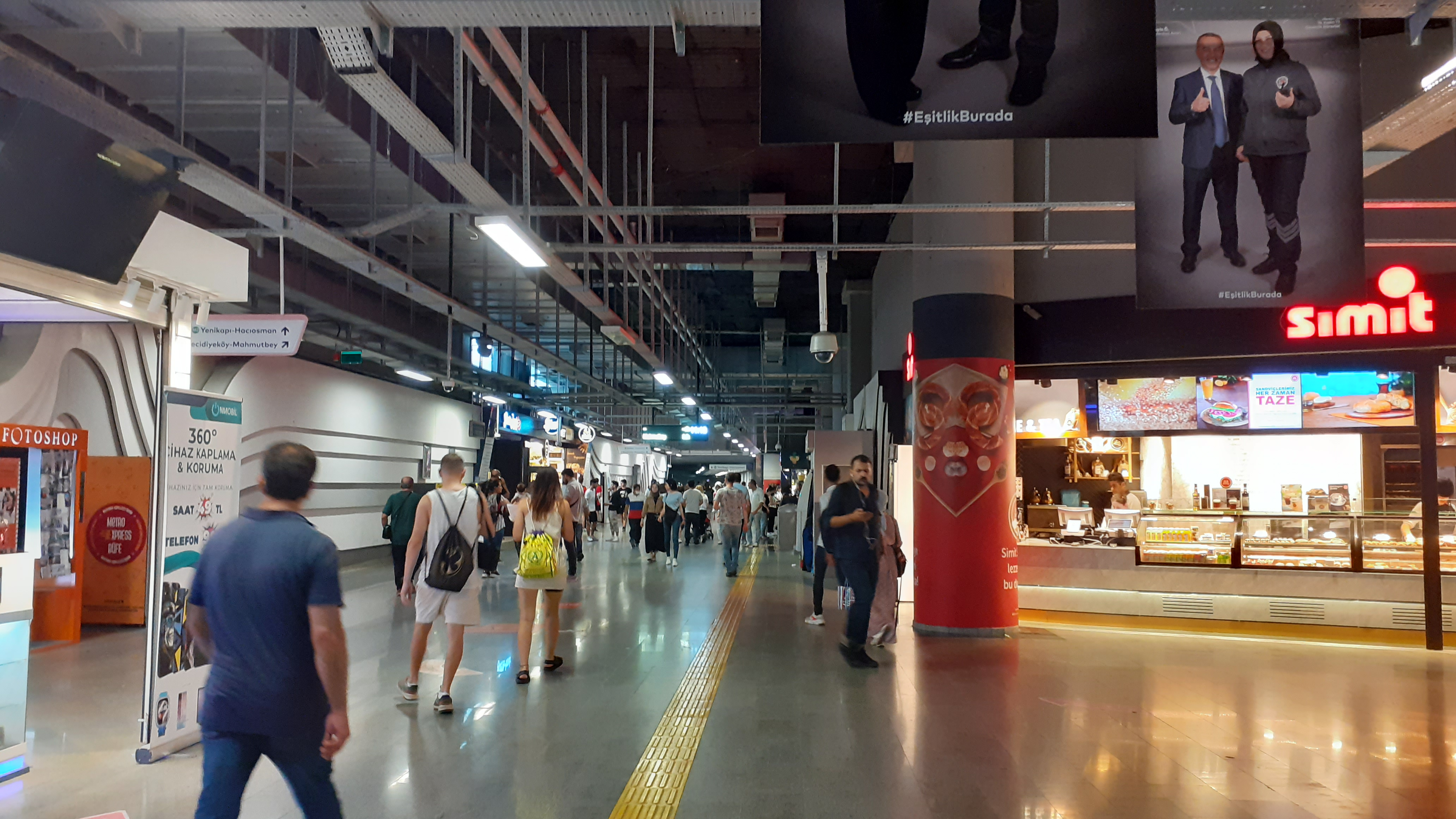
M7号線コンコース
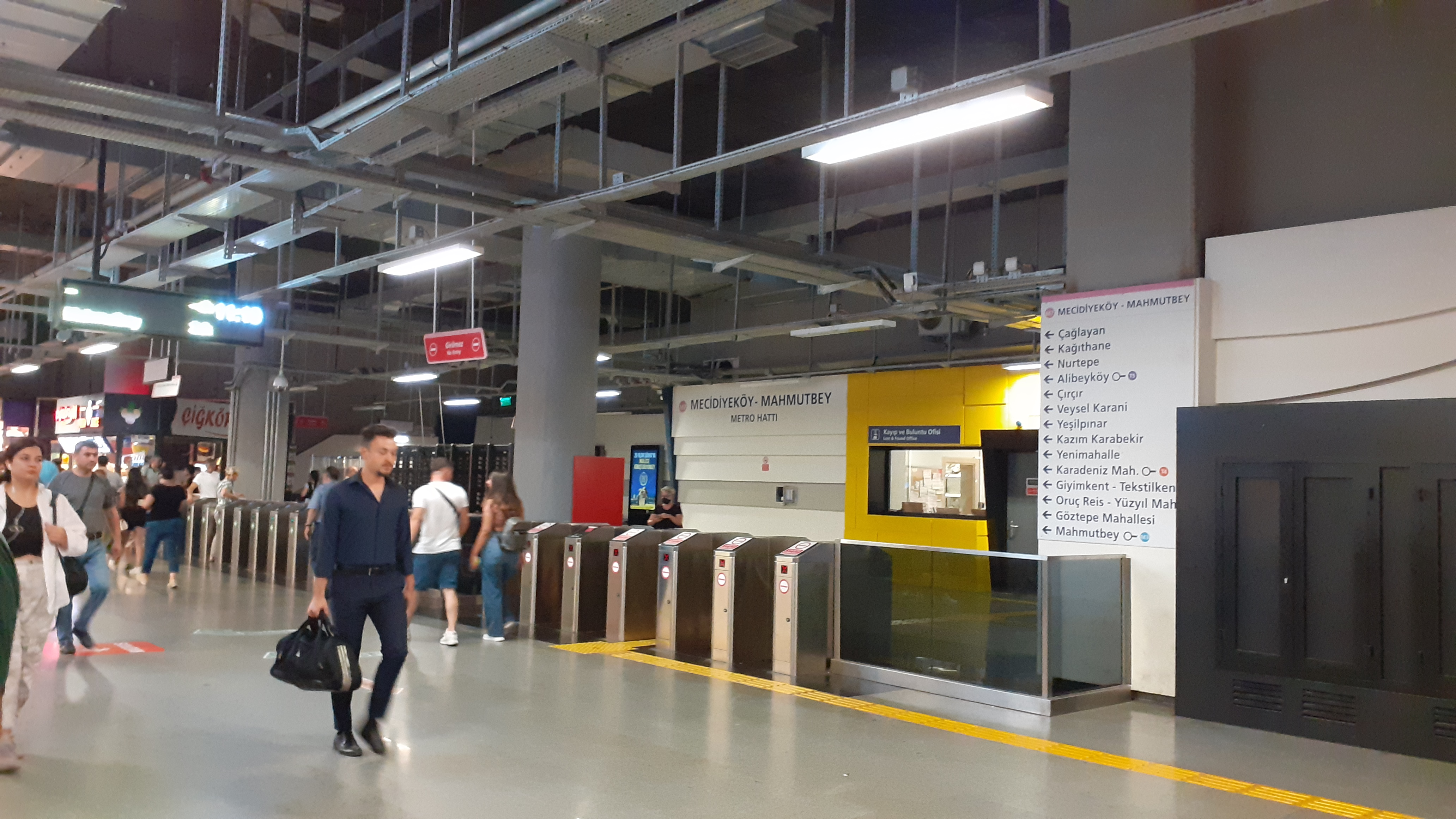
M7号線改札口
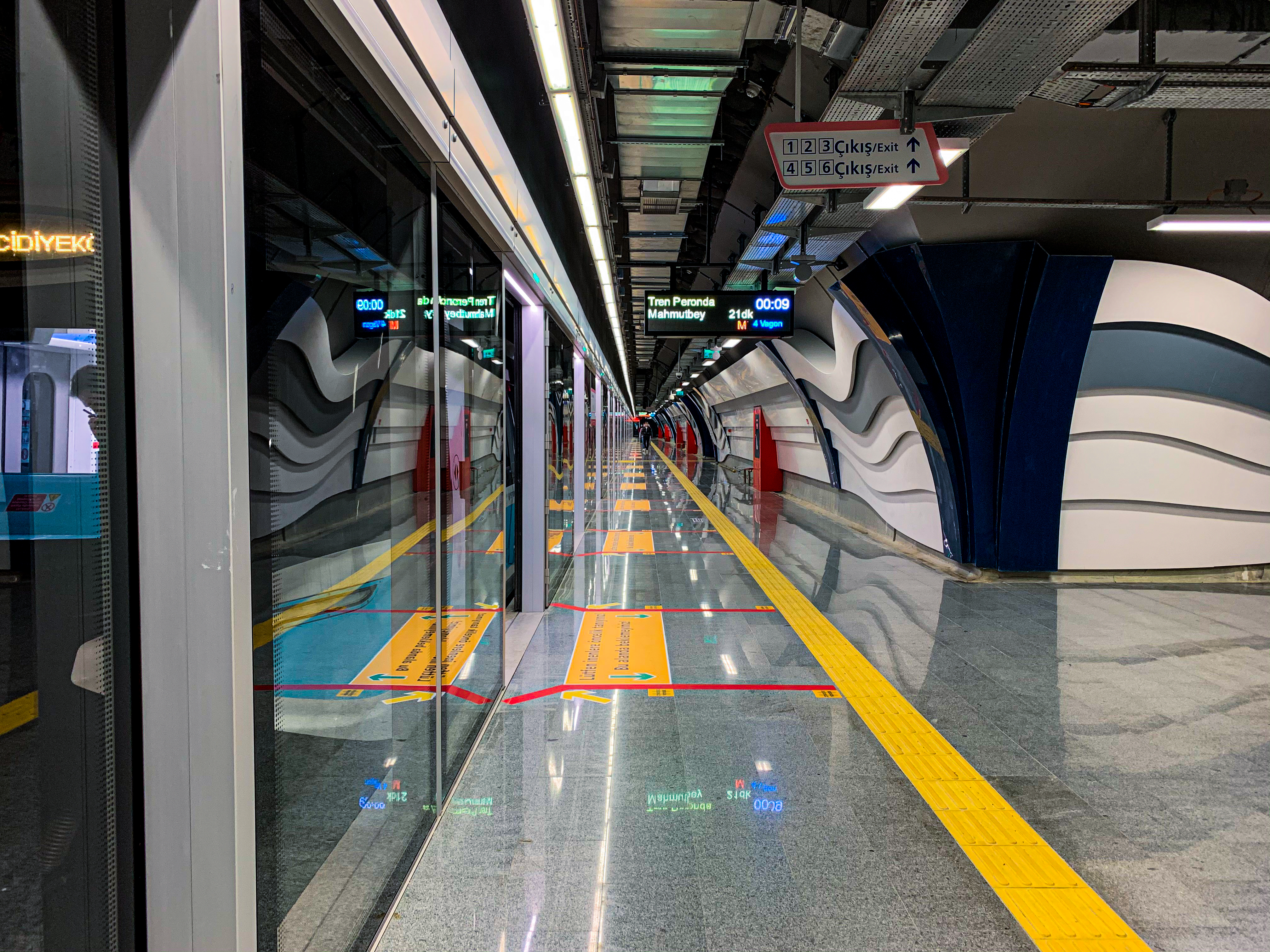
M7号線ホーム

### メトロビュス
国道D100号線の中央分離帯上にある、島式ホーム1面2線の地上駅。

#### のりば
| ↑ チャラヤン \| ⇌ 1 2 ⇌ \| ジンチルリクユ ↓ |      |                                          |                                                                  |
| 1                                           | 西行 |                                          | ジェヴィズリバー、アウジュラル、ベイリクドゥズ・ソンドゥラク方面 |
| 2                                           | 東行 | ジンチルリクユ、ソウトリュチェシュメ方面 |                                                                  |

- プラットホーム

## 駅周辺
- ジェバヒルAVM（トルコ語版、英語版）
- メジデイェキョイモスク
- メジデイェキョイ・コンヤルモスク
- メジデイェキョイ広場（トルコ語版）
- シシリモスク（トルコ語版）
- トルンセンター (旧アリ・サミ・イェン・スタジアム（トルコ語版）)
- ザ・マルマラ・シシリ・ホテル
- トランプ・タワーAVM（トルコ語版、英語版）

## 隣の駅
イスタンブール地下鉄
 M2号線
オスマンベイ駅 - シシリ＝メジデイェキョイ駅 - ガイレッテペ駅
 M7号線
フルヤ駅 - メジデイェキョイ駅 - チャーラヤン駅
İETT（ メトロビュス）
34A、34AS、34、34G、34Z系統
ジンチルリクユ駅 - メジデイェキョイ駅 - チャラヤン駅